# 下總神崎站
下總神崎站（日语：／ Shimōsa-Kōzaki eki */?）是位於千葉縣香取郡神崎町，屬於東日本旅客鐵道（JR東日本）的成田線車站。

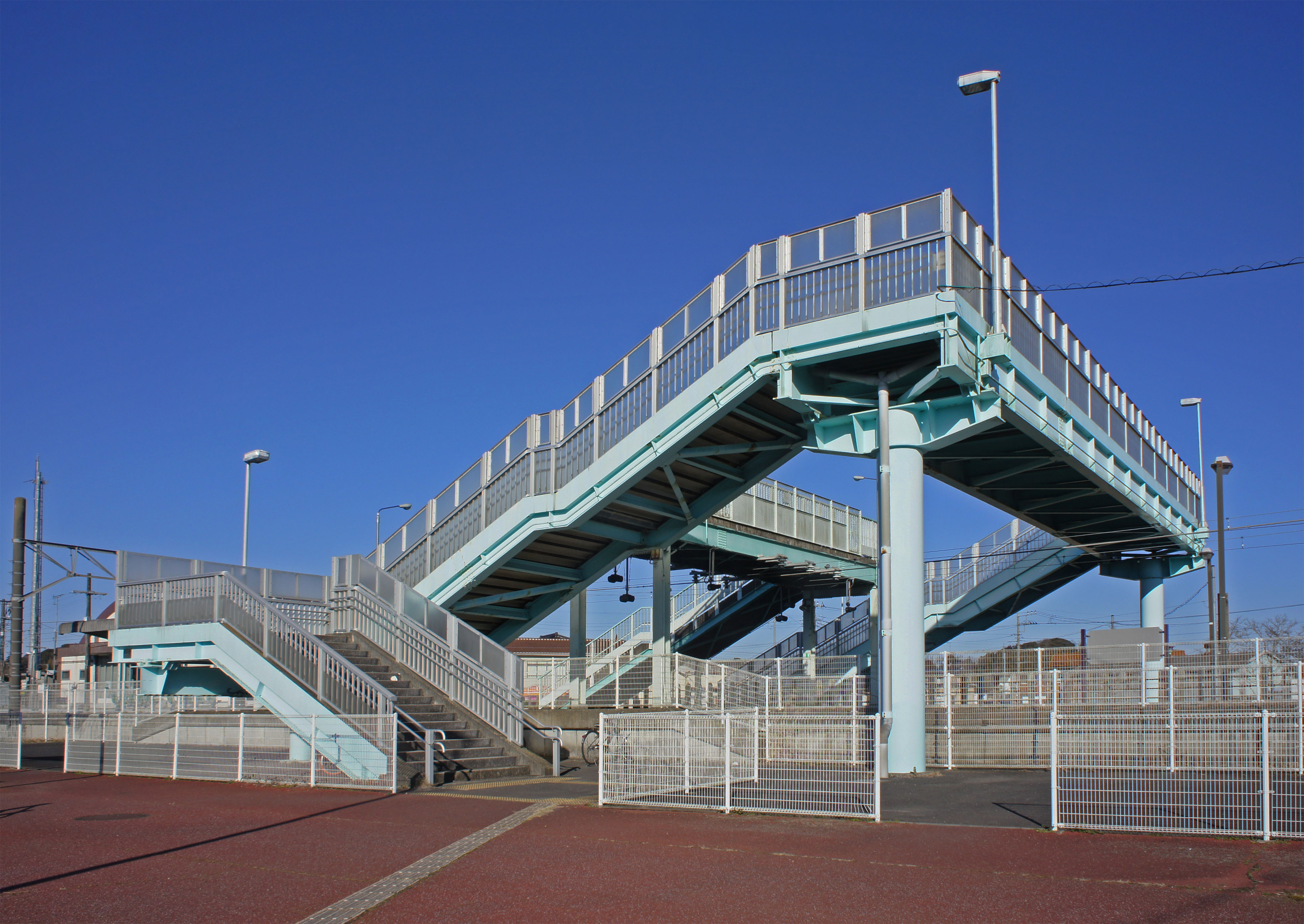
南口（2022年2月）

## 歷史
- 1898年（明治31年）2月3日：成田鐵道（第一代）滑河站至佐原站之間開通，此站啟用。當時車站名為郡站（日语：／）[1]。為旅客和貨物車站。
- 1920年（大正9年）9月1日：成田鐵道被國有化（日语：鉄道敷設法），成為國有鐵道車站[1]。
- 1957年（昭和32年）4月1日：車站改名為下總神崎站[1]。
- 1971年（昭和46年）4月1日：結束貨物起卸業務。
- 1987年（昭和62年）4月1日：伴隨國鐵分割民營化，車站由東日本旅客鐵道（JR東日本）營運[1]。
- 1998年（平成10年）10月6日：為了迎接車站啟用100周年，現時RC製的車站大樓啟用[2]。大樓內設有神崎町的多用途會堂「神崎站會堂」[2]。車站大樓外觀取自神崎町利根川上的「神崎大橋」作為主題。
- 2004年（平成16年）3月：南出口廣場落成。
- 2009年（平成21年）3月14日：此站開始可以使用IC卡「Suica」[3]。成為東京近郊區間範圍內[3]。

## 車站構造
此站是設有2面2線相對式月台的地面車站。月台之間透過跨線橋連接。車站北邊（靠近站房一方）是1號月台。
此站是由成田站管理的業務委託車站，並委托JR東日本車站服務負責車站業務。站內設有POS終端、自動售票機、乘車站證明票發行機和簡易Suica閘機。

1號月台上設有男女共用廁所。而站前廣場一方設有男女分開的廁所和多功能廁所。以上兩處廁所均為濕廁。站前廣場鄰接公園和單車停泊處。在公園入口附近設有車站名稱改名紀念碑。

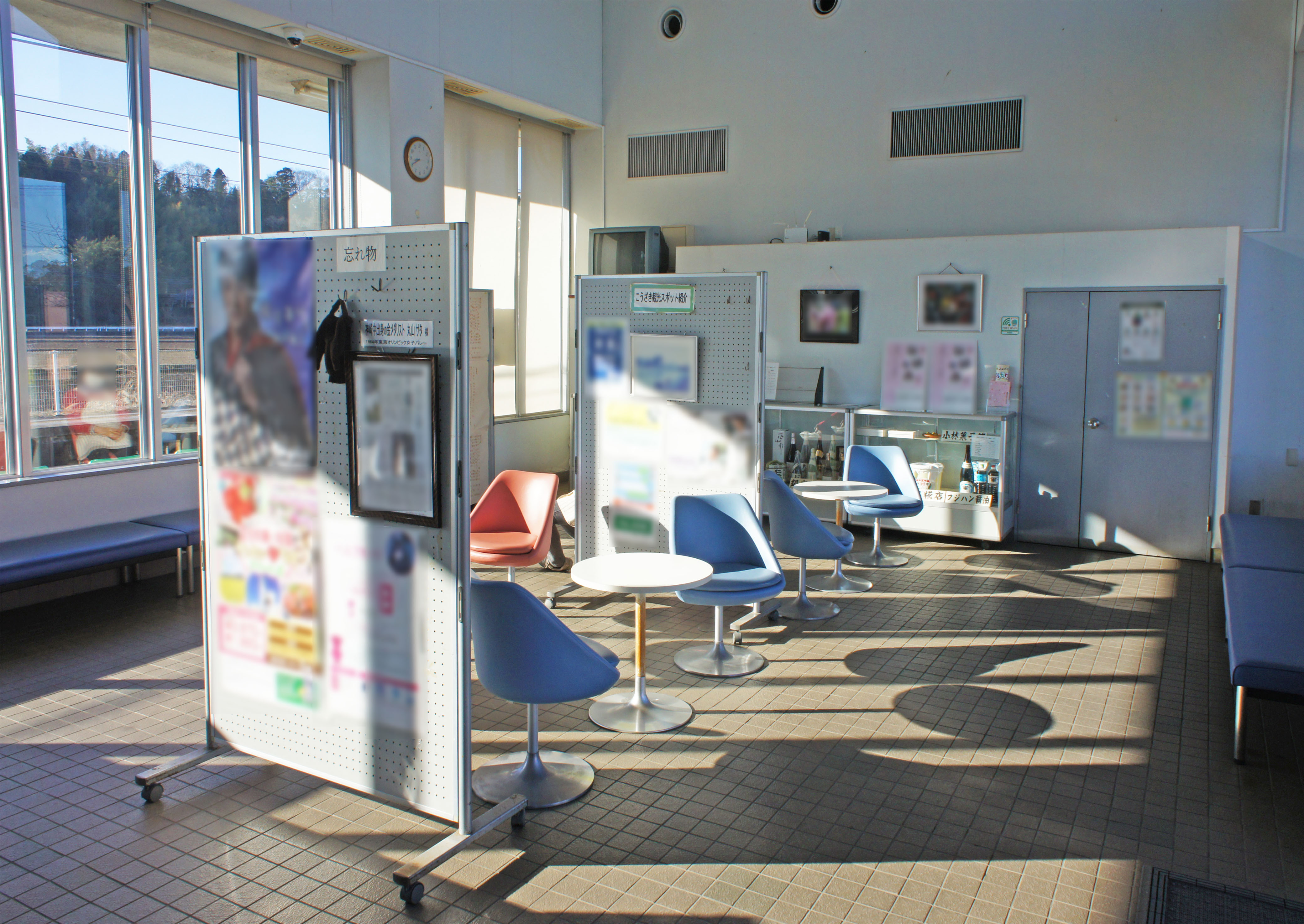
候車室內（2022年2月）
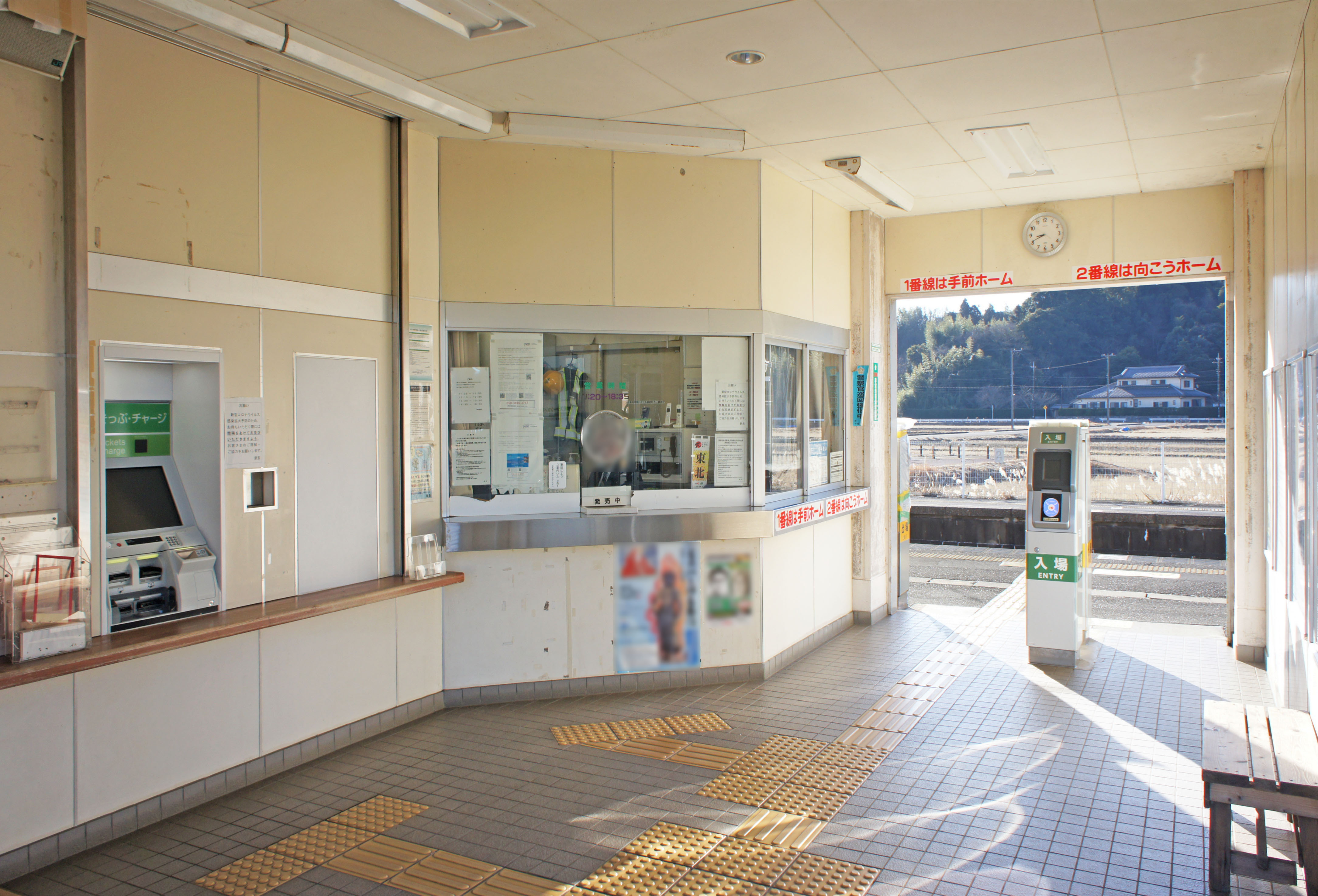
驗票口（2022年2月）
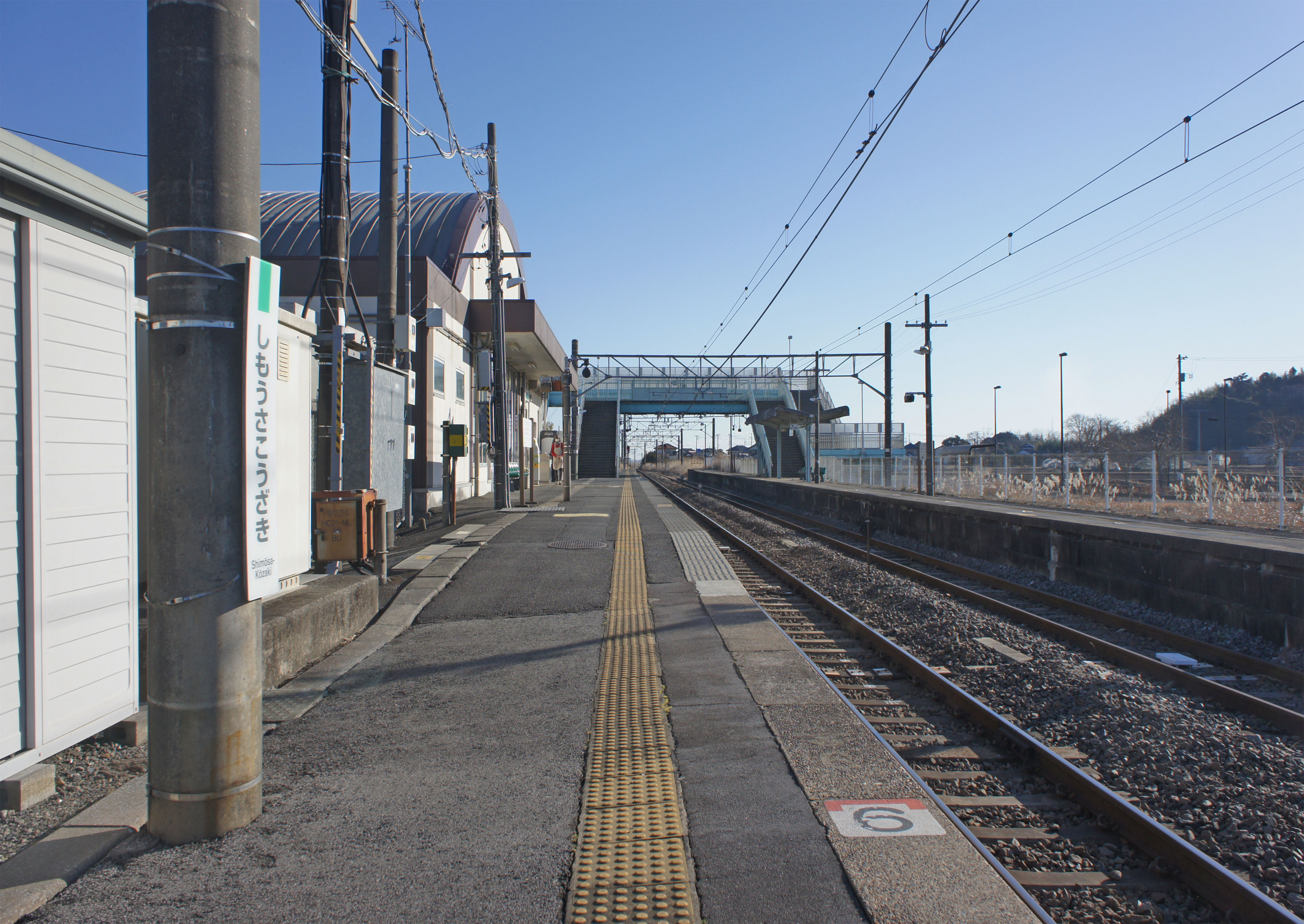
月台（2022年2月）

### 月台
| 月台 | 路線    | 上下行 | 方向           |
| ---- | ------- | ------ | -------------- |
| 1、2 | ■成田線 | 下行   | 佐原、銚子方向 |
| 1、2 | ■成田線 | 上行   | 成田、千葉方向 |

參考
- 在兩列停靠列車進行列車交會時，下行列車會使用1號月台，上行列車會使用2號月台。
- 1號月台是上下行本線，為一線通過（日语：一線スルー）的構造。1、2號月台可向兩方向出發或從兩方向進站。
- 月台可容納8卡車廂。

## 使用狀況
在2019年（令和元年）度1日平均乘車人次為793人，以下為乘車人次變化列表：
| 乘車人次變化       | 乘車人次變化     | 乘車人次變化 |
| 年度               | 1日平均 乘車人次 | 參考資料     |
| ------------------ | ---------------- | ------------ |
| 1990年（平成02年） | 977              | [ * 1 ]      |
| 1991年（平成03年） | 1,015            | [ * 2 ]      |
| 1992年（平成04年） | 1,032            | [ * 3 ]      |
| 1993年（平成05年） | 1,008            | [ * 4 ]      |
| 1994年（平成06年） | 1,040            | [ * 5 ]      |
| 1995年（平成07年） | 1,090            | [ * 6 ]      |
| 1996年（平成08年） | 1,117            | [ * 7 ]      |
| 1997年（平成09年） | 1,079            | [ * 8 ]      |
| 1998年（平成10年） | 1,075            | [ * 9 ]      |
| 1999年（平成11年） | 1,084            | [ * 10 ]     |
| 2000年（平成12年） | 1,128            | [ * 11 ]     |
| 2001年（平成13年） | 1,114            | [ * 12 ]     |
| 2002年（平成14年） | 1,120            | [ * 13 ]     |
| 2003年（平成15年） | 1,127            | [ * 14 ]     |
| 2004年（平成16年） | 1,102            | [ * 15 ]     |
| 2005年（平成17年） | 1,070            | [ * 16 ]     |
| 2006年（平成18年） | 1,068            | [ * 17 ]     |
| 2007年（平成19年） | 1,051            | [ * 18 ]     |
| 2008年（平成20年） | 1,040            | [ * 19 ]     |
| 2009年（平成21年） | 1,022            | [ * 20 ]     |
| 2010年（平成22年） | 998              | [ * 21 ]     |
| 2011年（平成23年） | 910              | [ * 22 ]     |
| 2012年（平成24年） | 956              | [ * 23 ]     |
| 2013年（平成25年） | 943              | [ * 24 ]     |
| 2014年（平成26年） | 899              | [ * 25 ]     |
| 2015年（平成27年） | 882              | [ * 26 ]     |
| 2016年（平成28年） | 880              | [ * 27 ]     |
| 2017年（平成29年） | 860              | [ * 28 ]     |
| 2018年（平成30年） | 840              | [ * 29 ]     |
| 2019年（令和元年） | 793              |              |

## 車站周邊

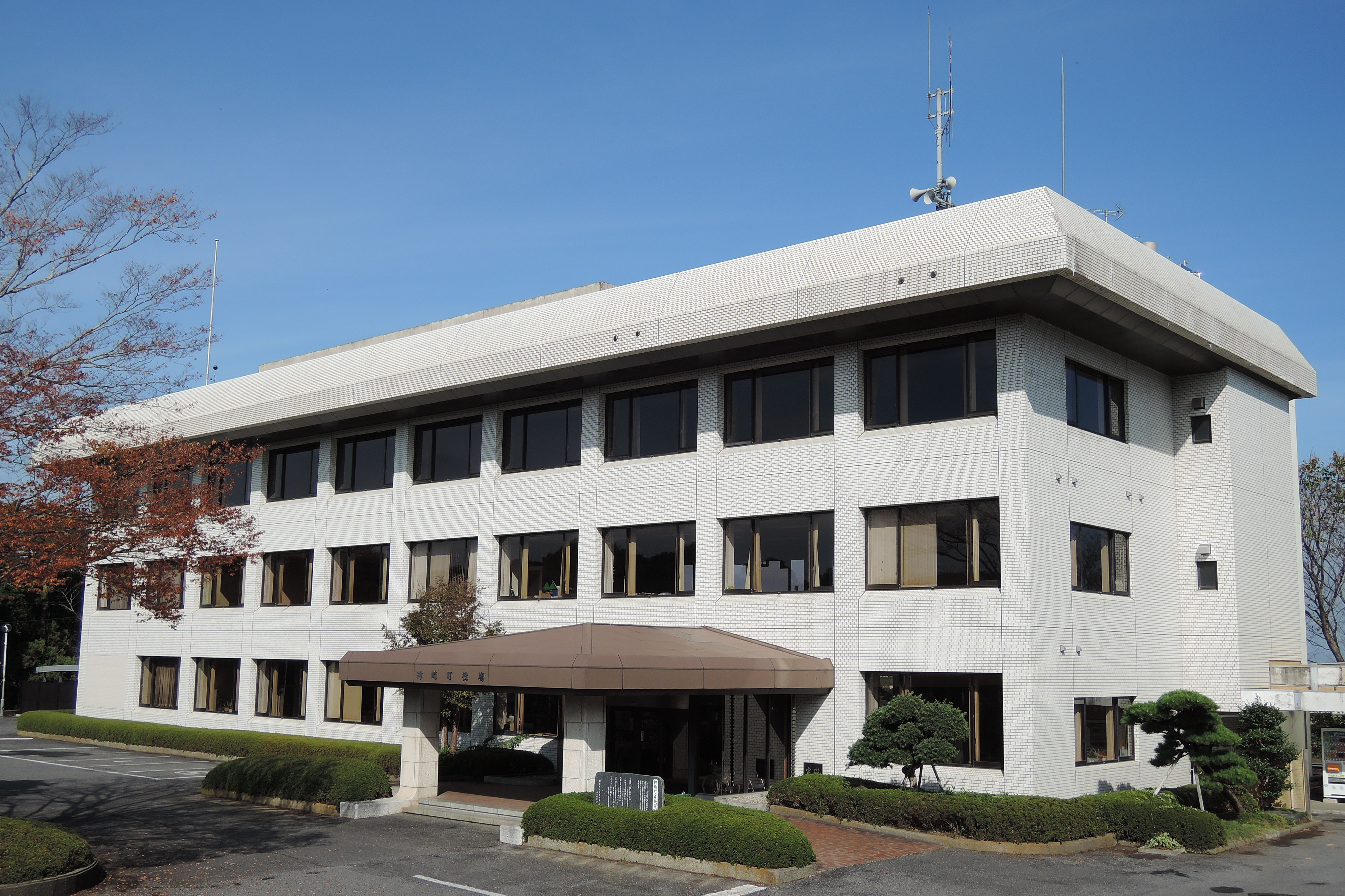
神崎町公所

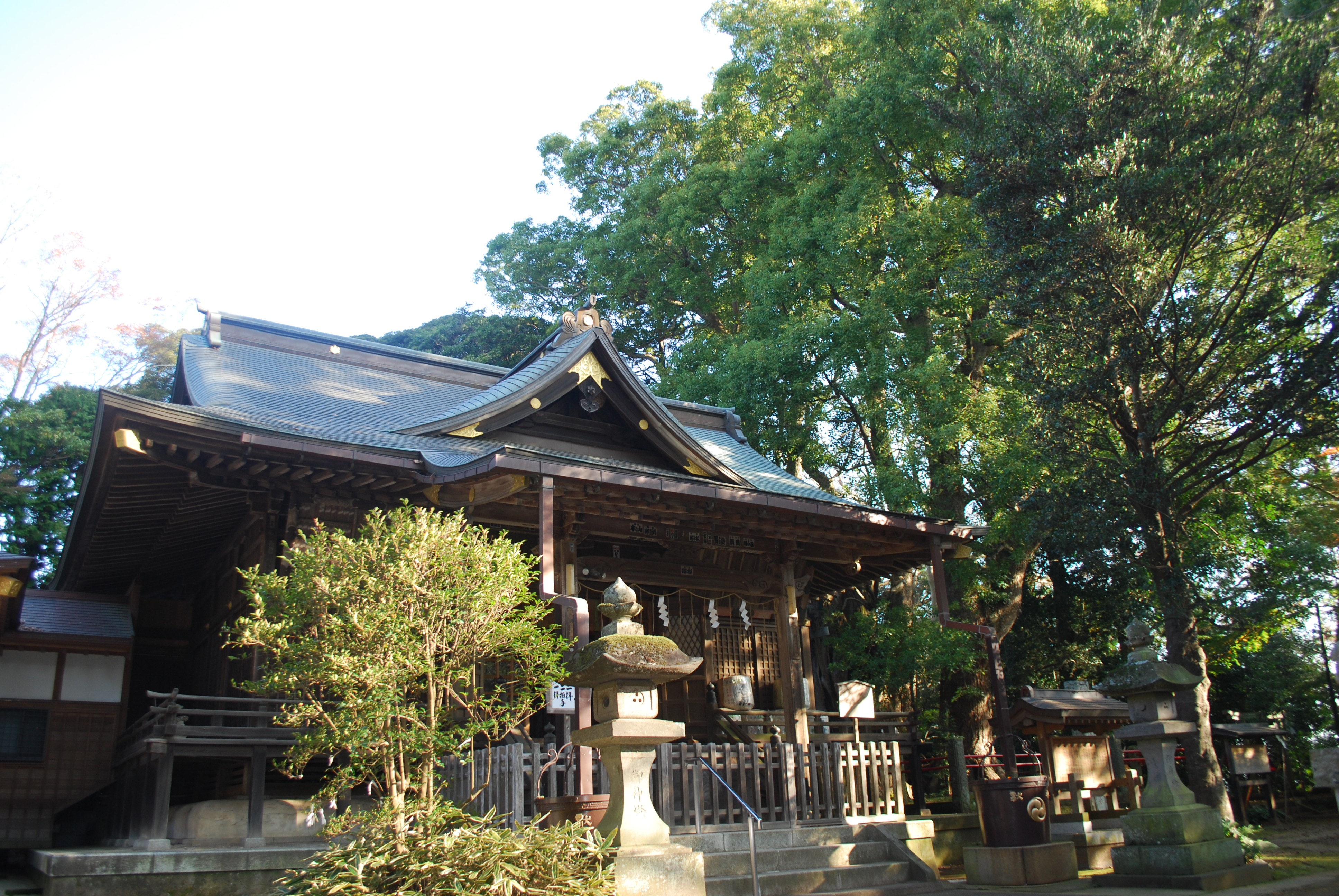
神崎神社和神崎之大樟樹

- 國道356號（日语：国道356号）
- 千葉縣道110號郡停車場大須賀線（日语：千葉県道110号郡停車場大須賀線）
- 神崎町公所
- 神崎町立神崎中學
- 神崎郵局
- 神崎神社（日语：神崎神社）
- 神崎之大樟樹（國家自然紀念物）
- WakuWaku西之城（舊千葉縣立神崎青年之家）
- 西之城貝塚
- 寺田本家（酒造會社）
- 鍋店神崎酒造藏
- 香取農業協同組合（日语：かとり農業協同組合）（JA香取）神崎分店
- 關東甲信久保田神崎營業所
- 洋馬農業機器販賣佐原神崎分店
- 成田屋（日语：ナリタヤ）神崎店
- Yax藥品（日语：ヤックスドラッグ）神崎店

## 巴士路線
| 乘車處       | 系統            | 主要途經                                   | 目的地     | 巴士公司       | 備註             |
| ------------ | --------------- | ------------------------------------------ | ---------- | -------------- | ---------------- |
| JR下總神崎站 | 中央路線→北路線 | 神崎町公所、松崎入口                       | 下總神崎站 | 神崎町循環巴士 | 年尾年初暫停服務 |
| JR下總神崎站 | 北路線          | 高谷社區中心                               | 下總神崎站 | 神崎町循環巴士 | 年尾年初暫停服務 |
| JR下總神崎站 | 北路線→南路線   | 神崎町公所、古原清和團地、毛成宮下         | 下總神崎站 | 神崎町循環巴士 | 年尾年初暫停服務 |
| JR下總神崎站 | 南路線→中央路線 | 神崎町公所、植房面足神社                   | 下總神崎站 | 神崎町循環巴士 | 年尾年初暫停服務 |
| JR下總神崎站 | 江戸崎・神崎線  | 發酵之里神崎、脇川、幸田車廠、西小前、浦向 | 江戶崎     | 櫻東巴士       |                  |

## 相鄰車站
東日本旅客鐵道（JR東日本）
■成田線
滑河－下總神崎－大戶

## 注腳

### 使用狀況
1. ↑  千葉縣統計年鑑 （页面存档备份，存于）（日語） - 千葉縣

JR東日本2000年度以後的乘車人次
1. ↑  各駅の乗車人員（2000年度） （页面存档备份，存于）（日語） - JR東日本
2. ↑  各駅の乗車人員（2001年度） （页面存档备份，存于）（日語） - JR東日本
3. ↑  各駅の乗車人員（2002年度） （页面存档备份，存于）（日語） - JR東日本
4. ↑  各駅の乗車人員（2003年度） （页面存档备份，存于）（日語） - JR東日本
5. ↑  各駅の乗車人員（2004年度） （页面存档备份，存于）（日語） - JR東日本
6. ↑  各駅の乗車人員（2005年度） （页面存档备份，存于）（日語） - JR東日本
7. ↑  各駅の乗車人員（2006年度） （页面存档备份，存于）（日語） - JR東日本
8. ↑  各駅の乗車人員（2007年度） （页面存档备份，存于）（日語） - JR東日本
9. ↑  各駅の乗車人員（2008年度） （页面存档备份，存于）（日語） - JR東日本
10. ↑  各駅の乗車人員（2009年度） （页面存档备份，存于）（日語） - JR東日本
11. ↑  各駅の乗車人員（2010年度） （页面存档备份，存于）（日語） - JR東日本
12. ↑  各駅の乗車人員（2011年度） （页面存档备份，存于）（日語） - JR東日本
13. ↑  各駅の乗車人員（2012年度） （页面存档备份，存于）（日語） - JR東日本
14. ↑  各駅の乗車人員（2013年度） （页面存档备份，存于）（日語） - JR東日本
15. ↑  各駅の乗車人員（2014年度） （页面存档备份，存于）（日語） - JR東日本
16. ↑  各駅の乗車人員（2015年度） （页面存档备份，存于）（日語） - JR東日本
17. ↑  各駅の乗車人員（2016年度） （页面存档备份，存于）（日語） - JR東日本
18. ↑  各駅の乗車人員（2017年度） （页面存档备份，存于）（日語） - JR東日本
19. ↑  各駅の乗車人員（2018年度） （页面存档备份，存于）（日語） - JR東日本
20. ↑  各駅の乗車人員（2019年度） （页面存档备份，存于）（日語） - JR東日本

千葉縣統計年鑑
1. ↑  千葉縣統計年鑑（平成3年） （页面存档备份，存于）（日語）
2. ↑  千葉縣統計年鑑（平成4年） （页面存档备份，存于）（日語）
3. ↑  千葉縣統計年鑑（平成5年） （页面存档备份，存于）（日語）
4. ↑  千葉縣統計年鑑（平成6年） （页面存档备份，存于）（日語）
5. ↑  千葉縣統計年鑑（平成7年） （页面存档备份，存于）（日語）
6. ↑  千葉縣統計年鑑（平成8年） （页面存档备份，存于）（日語）
7. ↑  千葉縣統計年鑑（平成9年） （页面存档备份，存于）（日語）
8. ↑  千葉縣統計年鑑（平成10年） （页面存档备份，存于）（日語）
9. ↑  千葉縣統計年鑑（平成11年） （页面存档备份，存于）（日語）
10. ↑  千葉縣統計年鑑（平成12年） （页面存档备份，存于）（日語）
11. ↑  千葉縣統計年鑑（平成13年） （页面存档备份，存于）（日語）
12. ↑  千葉縣統計年鑑（平成14年） （页面存档备份，存于）（日語）
13. ↑  千葉縣統計年鑑（平成15年） （页面存档备份，存于）（日語）
14. ↑  千葉縣統計年鑑（平成16年） （页面存档备份，存于）（日語）
15. ↑  千葉縣統計年鑑（平成17年） （页面存档备份，存于）（日語）
16. ↑  千葉縣統計年鑑（平成18年） （页面存档备份，存于）（日語）
17. ↑  千葉縣統計年鑑（平成19年） （页面存档备份，存于）（日語）
18. ↑  千葉縣統計年鑑（平成20年） （页面存档备份，存于）（日語）
19. ↑  千葉縣統計年鑑（平成21年） （页面存档备份，存于）（日語）
20. ↑  千葉縣統計年鑑（平成22年） （页面存档备份，存于）（日語）
21. ↑  千葉縣統計年鑑（平成23年） （页面存档备份，存于）（日語）
22. ↑  千葉縣統計年鑑（平成24年） （页面存档备份，存于）（日語）
23. ↑  千葉縣統計年鑑（平成25年） （页面存档备份，存于）（日語）
24. ↑  千葉縣統計年鑑（平成26年） （页面存档备份，存于）（日語）
25. ↑  千葉縣統計年鑑（平成27年） （页面存档备份，存于）（日語）
26. ↑  千葉縣統計年鑑（平成28年） （页面存档备份，存于）（日語）
27. ↑  千葉縣統計年鑑（平成29年） （页面存档备份，存于）（日語）
28. ↑  千葉縣統計年鑑（平成30年） （页面存档备份，存于）（日語）
29. ↑  千葉縣統計年鑑（令和元年） （页面存档备份，存于）（日語）

## 外部連結
- 車站資訊（下總神崎）：東日本旅客鐵道（日語）